# Maria Leszczyńska
Maria Leszczyńska (francès: Marie Leszczyńska)  (Poznań, 23 de juny de 1703 - palau de Versalles, 24 de juny de 1768) fou membre d'una família de la alta aristocràcia de Polònia que es convertí en reina de França des de l'any 1725 fins a la seva mort el 1768 a conseqüència del seu matrimoni amb el rei Lluís XV de França.

## Biografia
Nascuda com a membre de la Casa de Leszczyński, Maria Karolina Zofia Felicja Leszczyńska (Wieniawa) era la segona filla d'Stanisław Leszczyński que es convertí en rei Estanislau I de Polònia i de la seva dona, la comtessa Katarzyna Opalińska. Tenia una germana gran, Anna Leszczyńska, que va morir de pneumònia el 1717.
L'any 1704 Estanislau fou elegit per la Dieta d'aristòcrates polonesos com a rei del país. El seu regnat fou breu, ja que l'any 1709 el príncep-elector August II de Saxònia es convertí en el rei de Polònia i Estanislau hagué de partir a l'exili amb tota la seva família. Irònicament, la carrera política desesperada del rei Estanislau va ser finalment el motiu pel qual la seva filla Maria va ser escollida com a núvia del rei Lluís XV de França. Sense connexions polítiques, la seva filla era vista pels francesos com a lliure de la càrrega de les aliances internacionals.
Va néixer a Trzebnica a la Baixa Silèsia, l'any abans que el seu pare fos nomenat rei de Polònia per Carles XII de Suècia, que havia envaït el país el 1704. El 1709, el seu pare va ser deposat quan l'exèrcit suec va perdre el avantatge militar a Polònia, i Carles XII va concedir refugi a la família a la ciutat sueca de Kristianstad a Escània. Durant la fugida, la Marie es va separar de la resta de la seva família; més tard va ser trobada amb la seva infermera amagada en un bressol en un estable, encara que una altra versió afirma que en realitat era una cova en un vell pou d'una mina. A Suècia, la família va ser rebuda per la reina vídua Hedwig Elionor de Schleswig-Holstein-Gottorp i es va convertir en membres populars de la vida social a les finques de la noblesa al voltant de Kristianstad. El 1712, van fer una visita oficial a Medevi, el balneari de la reina vídua. Durant aquest període de la seva vida, Marie va començar a parlar suec amb un accent Escània. Com a reina de França, era coneguda per donar la benvinguda als ambaixadors suecs a França amb la frase "Benvingut, estimat cor!" en suec.
El 1714, Carles XII els va donar permís per viure al seu feu de Zweibrücken al Sacre Imperi Romanogermànic, on es van sostenir amb els ingressos de Zweibrücken: hi van viure fins a la mort de Carles XII el 1718. Zweibrücken va passar llavors a un cosí seu. Aquestes terres eren paral·leles a les propietats poloneses confiscades d'Estanislau. Estanislau va demanar ajuda al regent de França, al duc d'Orleans i al duc de Lorena, amb la reina de Suècia com a mediadora.
El 1718, amb el suport del duc de Lorena, la família va poder establir-se a Wissembourg a la província d'Alsàcia, que havia estat annexada per França, lloc suggerit per Felip d'Orleans, Regent de França, nebot de Lluïs XIV i Regent del Regne de França durant la minoria de Lluïs XV. La família va viure una vida modesta en una gran casa de poble a costa del regent francès.
El seu estil de vida a Wissembourg es considerava molt per sota dels estàndards per a un reial en aquella època; vivien en una casa petita, i no podien pagar el sou del seu petit seguici del qual uns quants "servien com a disculpa d'una guàrdia d'honor", i les joies de l'antiga reina Caterina eren guardades com a seguretat per un prestador.
Mentre que la seva mare Caterina i la seva àvia Anna Jablonowska van patir un cert grau d'amargor pel seu exili i la pèrdua de la posició que va empitjorar la seva relació amb Estanislau, a qui de tant en tant culpaven del seu exili, Marie estava a prop del seu pare i passava molt de temps conversant amb ell, tot i que evidentment era d'una naturalesa diferent, ja que "tenia el do de patir en silenci i de no cansar mai els altres amb els seus problemes" i es deia que havia desenvolupat ". una profunda i intensa pietat", que va donar "a la seva ment juvenil la maduresa d'una dona que ja no exigeix la felicitat".

## Matrimoni

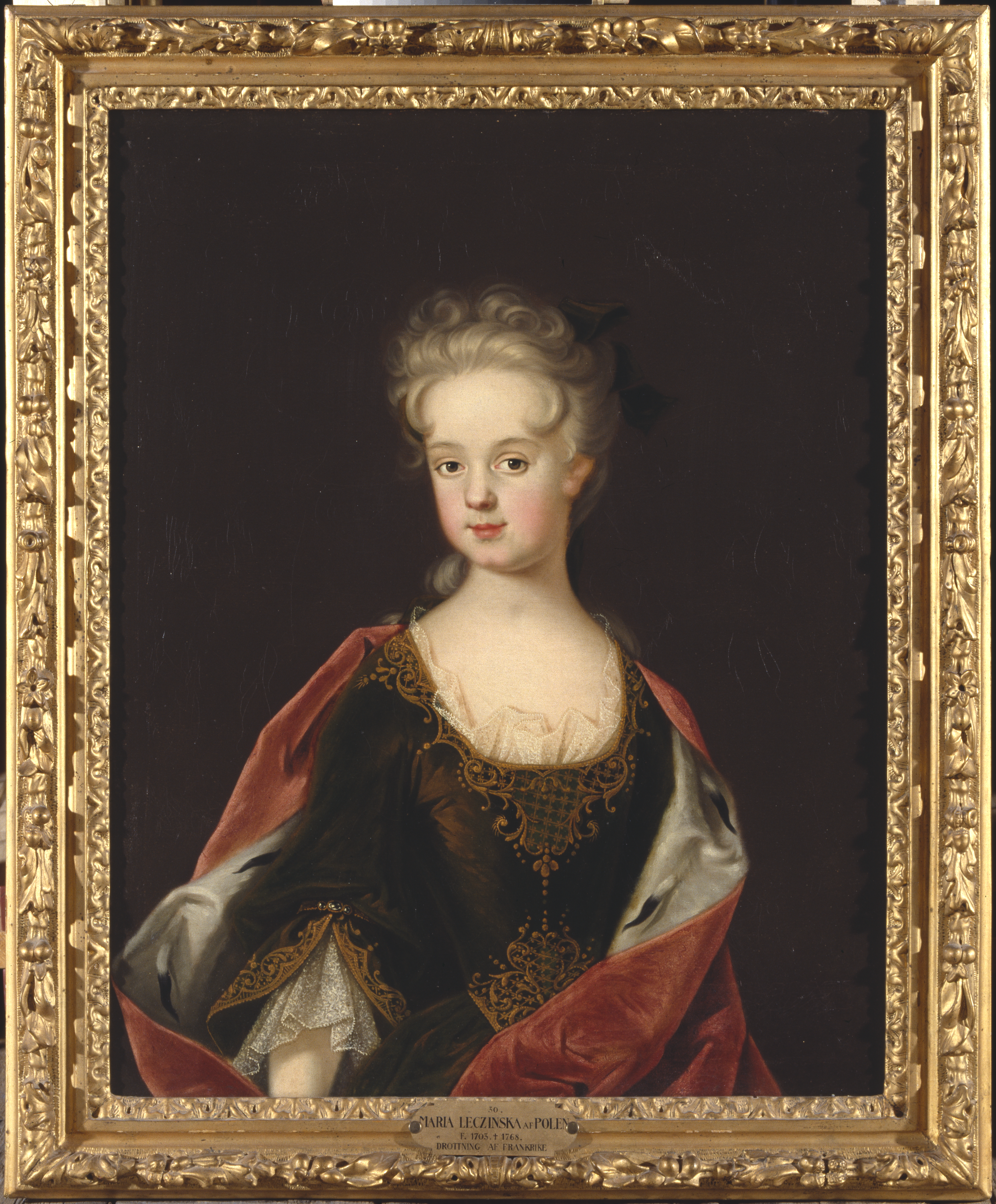
La jove Marie, coneguda aleshores com la princesa Maria, el 1712 (retrat de Johan Starbus)

Marie no va ser descrita com una bellesa; en canvi, les seves característiques al mercat matrimonial es van declarar com les de ser agradable, educada i graciosa en les maneres i el moviment. Louis Henri de Borbó, Príncep de Condé (que preferia ser conegut com a duc de Borbó, en lloc de príncep de Condé), però la seva futura sogra Lluïsa Francesca de Borbó es va negar a donar el seu consentiment. El regiment de cavalleria proporcionat pel regent per a la protecció de la família incloïa l'oficial marquès de Courtanvaux, que es va enamorar de Marie i va demanar al regent que el fes duc perquè pogués demanar-li la mà, però el regent es va negar i a causa del seu baix rang el matrimoni va ser impossible. Louis George, margrave de Baden-Baden, i el tercer príncep de Baden van ser suggerits, però aquests suggeriments van quedar en res a causa del seu dot insuficient. Estanislau va intentar casar-la sense èxit amb el comte de Charolais, germà del duc de Borbó. El 1724, el comte d'Argensson li va proposar casar-se amb el nou duc d'Orleans, però la seva intenció la sogra Francesca Maria de Borbó desitjava un partit dinàstic amb avantatge polític.

### Negociacions per al matrimoni amb el Rei
Marie Leszczyńska figurava en una llista de 99 princeses europees considerades elegibles per casar-se amb el jove rei. Marie no va ser la primera opció de la llista. Inicialment s'hi havia col·locat perquè era una princesa catòlica i, per tant, complia els criteris mínims, però va ser eliminada ben aviat quan la llista es va reduir de 99 a 17 per ser massa pobre.
Tanmateix, els candidats preferits a ella van ser finalment descartats de la llista per diferents motius. Entre els candidats seriosos hi havia la Landgravine Caroline de Hesse-Rotenburg; eliminat "a causa del seu mal geni"; Elisabet I de Rússia; eliminada a causa de l'origen plebeu de la seva mare; Bàrbara de Portugal; retirada a causa de la mala salut de la seva família; Princesa Charlotte Amalie de Dinamarca; eliminada perquè podria provocar un conflicte amb l'aliat de França, Suècia; Elisabeth Teresa de Lorena; eliminat perquè la casa de Lorena estava massa relacionada amb els Habsburg; i Enriqueta d'Este; retirat a causa de la situació desordenada dins de la seva família.
Quan la llista de 17 es va reduir encara més a quatre, les opcions preferides encara presentaven nombrosos problemes. Anna i Amelia de Gran Bretanya, que van ser considerades amb la comprensió que es convertirien a la fe catòlica després del matrimoni, van ser afavorides per el duc de Borbó i Madame de Prie perquè van ser recolzats pels seus financers polítics, la firma de Paris Brothers. Cardenal Fleury va impedir fàcilment el partit britànic per motius religiosos. Les altres dues dones de la llista eren les germanes del duc de Borbó, Henriette-Louise i Élisabeth-Alexandrine, amb qui el rei es va negar a casar-se a causa de la desaprovació del cardenal Fleury. El cardenal Fleury va afavorir un partit amb la Princesa Carlota de Hesse-Rheinfels-Rotenburg, que va comptar amb el suport de l'avi matern de Lluís XV, el rei de Sardenya a través de la seva espia la Princesa de Carinyena, Maria Vittoria de Savoia.
En aquestes complicades disputes sobre l'elecció d'una parella reial, Marie Leszczyńska finalment va sorgir com una opció acceptable tant per al partit del duc de Borbó i de Madame de Prie, com per al partit del cardenal Fleury, principalment perquè no era políticament polèmica. i no tenia cap de les aliances que poguessin perjudicar qualsevol de les parts. En aquest moment, ja hi havia negociacions de matrimoni entre Maria i el duc de Borbó. El duc d'Argensson ja havia deixat un informe favorable d'ella i les bases s'havien fet. El cardenal Fleury va acceptar l'elecció ja que Marie no representava cap amenaça per a ell a causa de la seva manca de connexions, mentre que el duc de Borbó i la senyora de Prie, precisament perquè no tenia cap base de poder personal, esperaven que estigués en deute amb ells pel seu càrrec. Finalment, Marie va ser escollida perquè era una princesa catòlica adulta i sana preparada per procrear immediatament després del casament. Segons es diu, Madame de Prie va fer pintar un retrat afavoridor de Marie, en el qual se li va fer semblar deliberadament el retrat favorit de la seva mare del rei. Quan li van ensenyar el retrat, va quedar impressionat i va exclamar: "És la més encantadora de totes!" i es va entusiasmar amb el partit, un episodi que va cridar l'atenció.
La proposta formal es va fer el 2 d'abril de 1725. L'anunci del casament no va ser ben rebut a la cort reial. El pare de Marie, Stanislaus, havia estat monarca durant poc temps i es pensava que era una mala elecció i un estatus inferior, no digne de ser reina de França. La duquessa de Lorena, germana de l'antic duc d'Orleans també va ser insultada perquè la seva pròpia filla Elisabeth-Therese no hagués estat escollida. La noblesa i la cort consideraven la futura reina com una intrusa nova, els ministres com una causa de problemes diplomàtics amb Espanya i Rússia, les princeses de les quals havien estat rebutjades a favor de Marie, i el públic en general també estava inicialment insatisfet amb el fet. que França no guanyaria "d'aquest matrimoni ni glòria ni honor, riqueses ni aliances." Abans del casament es rumorejava que la núvia era lletja, epilèptica i estèril. El 6 de maig de 1725, Marie es va veure obligada a sotmetre's a un examen mèdic, que descartava l'epilèpsia i també donava informes tranquil·litzadors sobre la seva menstruació i la seva capacitat de procrear. a ella tal com havien estat donats anteriorment a la infanta espanyola, i així se li van garantir cinquanta mil corones per a anells i joies, dues-centes cinquanta mil corones en el seu casament i la garantia addicional d'una dieta anual de vídua de vint mil corones.

### Relació privada amb Lluís XV
El matrimoni per poder va tenir lloc el 15 d'agost de 1725 a la Catedral d'Estrasburg, Lluís XV estava representat pel seu cosí, el duc d'Orleans  Lluís IV d'Orleans. Per al seu matrimoni, el nom polonès de Maria es va canviar pel francès Marie. Tot i que el seu cognom era difícil de pronunciar pels francesos, encara era utilitzat sovint pels plebeus. Va ser escortada per la senyoreta de Clermont, set dames de companyia, dues dames d'honor, nombrosos cavallers i patges en un llarg tren de carrosses; tanmateix, no va ser acollida per les entrades triomfals, les salutacions diplomàtiques o les altres celebracions oficials, com sol ser costum a l'arribada d'una princesa estrangera per a un matrimoni reial. Marie va fer una bona impressió per al públic des del principi, com quan va repartir largesse de camí al seu casament a Fontainebleau.

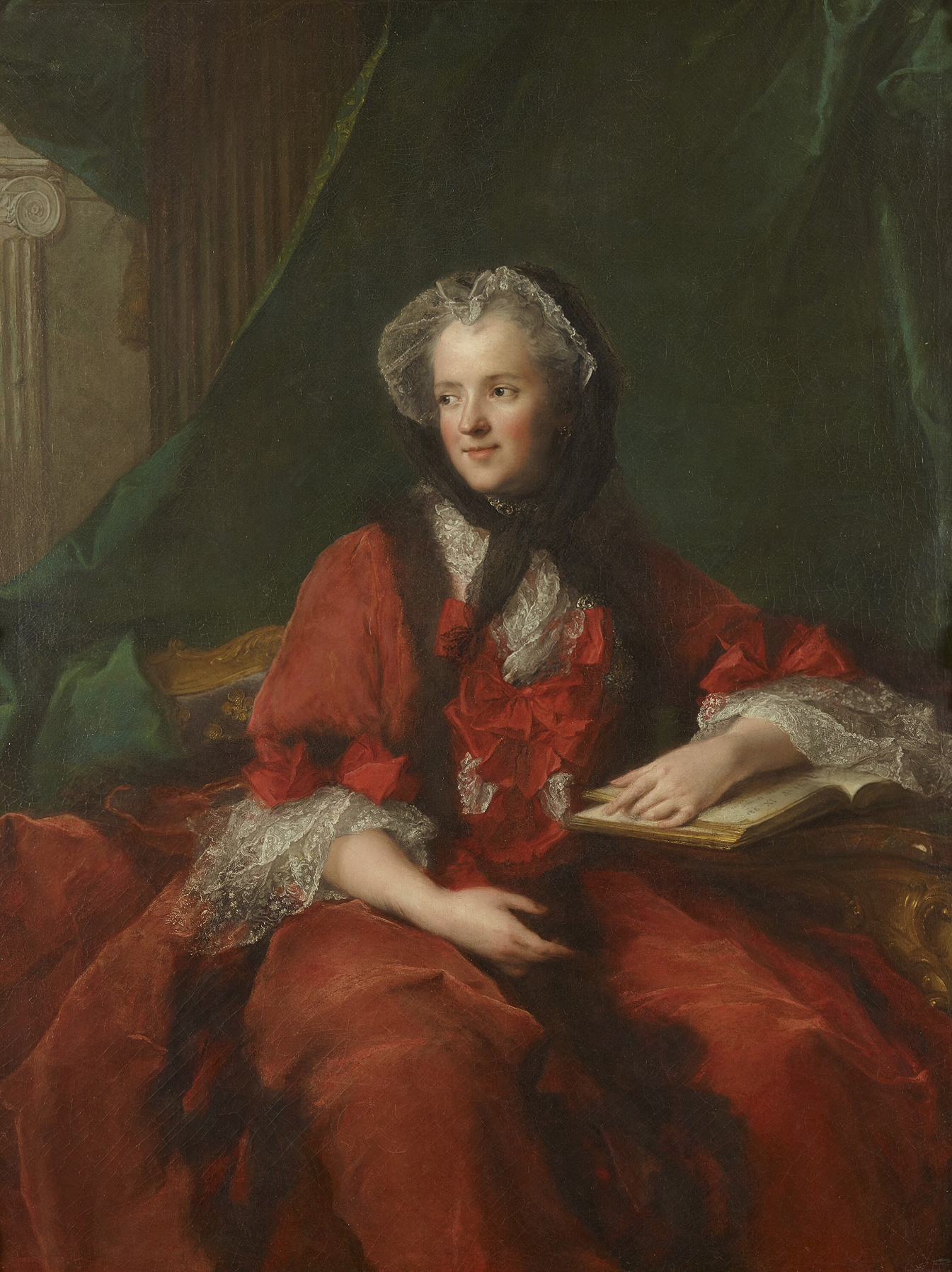
Maria Leszczyńska, per Jean-Marc Nattier (1748)

Louis i Marie es van conèixer per primera vegada la vigília del seu casament el 4 de setembre de 1725 al Château de Fontainebleau. Marie tenia vint-i-dos anys i Louis quinze. Es va informar que la parella s'havia enamorat a primera vista, basant-se en testimonis oculars com els de la carta del Cardenal de Rohan i la del duc de Borbó que estaven presents quan es van conèixer. La seva relació va ser molt feliç i idíl·lica al principi i durant vuit anys Lluís XV va ser fidel a la seva dona. El Duc de Richelieu, millor amic del rei, va assenyalar a les seves memòries que Lluís XV tenia una "veritable passió" per Marie Leczinska i al principi es va resistir a la idea. en agafar una mestressa mentre la seva dona estava sempre embarassada. S'havia mostrat impacient per casar-se amb ella, se li va semblar afalagat per tenir una dona de vint-i-dos anys i es va negar a permetre crítiques sobre la seva aparença.
L'agost de 1727, a Versalles, Marie va donar a llum dos bessons, anomenats Louise Élisabeth i Anne Henriette. El Rei estava encantat, declarant que, després que s'hagués dit que no podia ser pare, havia tingut dos fills. El seu primer ministre, Cardenal Fleury, tanmateix, estava disgustat i va decidir que fins que la reina no hagués donat a llum un fill no se li podia permetre acompanyar el rei en els seus viatges, sinó que s'havia de quedar a Versalles. Un any més tard, per a la decepció del rei, va néixer una altra filla, la Marie Louise. L'esperat delfí, Louis, va néixer el 4 de setembre de 1729 en relleu d'un país la família reial del qual havia tingut història. de no poder establir una línia de successió masculina segura.
Maria arribà a la Cort de Versalles dominada per les diferents amants del seu espòs. Maria mai tingué un relleu polític important. Malgrat tot, la seva família es beneficià de la seva posició i ocupà un rol important en les aliances estratègiques de França, possibilitant que Estanislau es convertís en duc sobirà de Lorena a títol vitalici.

## Descendència
El matrimoni entre Maria i Lluís tingué els següents fills:
- SAR la princesa Lluïsa Elisabet de França, nascuda el 1727 a Versalles i morta el 1759 a Parma. Es casà amb el duc Felip I de Parma
- SAR la princesa Enriqueta-Anna de França, nascuda a Versalles el 1727 i morta el 1752.
- SAR la princesa Maria-Lluïsa de França, nascuda el 1728 a Versalles i morta a Versalles el 1733.
- SAR el delfí Lluís de França, nascut a Versalles el 1729 i mort a Versalles el 1765. Es casà amb la infanta Maria Teresa d'Espanya i en segones núpcies amb la princesa Maria Josep de Saxònia.
- SAR el príncep Felip de França, duc d'Anjou, nascut a Versalles el 1729 i mort a Versalles el 1733.
- SAR la princesa Adelaida, nascuda a Versalles el 1732 i morta a Roma l'any 1800.
- SAR la princesa Victòria Lluïsa de França, nascuda a Versalles l'any 1733 i morta a Trieste l'any 1799.
- SAR la princesa Sofia Felipa de França, nascuda a Versalles l'any 1734 i morta l'any 1782.
- SAR la princesa Teresa de França, nascuda a Versalles l'any 1736 i morta el 1744.
- SAR la princesa Lluïsa de França, nascuda a Versalles l'any 1737 i morta al mateix palau l'any 1787.